# Nzingha Prescod
Nzingha Prescod (Nueva York, 14 de agosto de 1992) es una deportista estadounidense que compite en esgrima, especialista en la modalidad de florete.
Ganó cuatro medallas en el Campeonato Mundial de Esgrima entre los años 2015 y 2019.
Participó en dos Juegos Olímpicos de Verano, ocupando el sexto lugar en Londres 2012, en el torneo por equipos, y el 11.º en Río de Janeiro 2016, en la prueba individual.

## Palmarés internacional
| Campeonato Mundial | Campeonato Mundial | Campeonato Mundial | Campeonato Mundial  |
| Año                | Lugar              | Medalla            | Prueba              |
| ------------------ | ------------------ | ------------------ | ------------------- |
| 2015               | Moscú (Rusia)      | Medalla de bronce  | Florete individual  |
| 2017               | Leipzig (Alemania) | Medalla de plata   | Florete por equipos |
| 2018               | Wuxi (China)       | Medalla de oro     | Florete por equipos |
| 2019               | Budapest (Hungría) | Medalla de bronce  | Florete por equipos |